# Saccolaimus peli
Saccolaimus peli é uma espécie de morcego da família Emballonuridae. Pode ser encontrada na Angola, Camarões, República do Congo, República Democrática do Congo, Costa do Marfim, Guiné Equatorial, Gabão, Gana, Guiné, Quénia, Libéria, Nigéria e Uganda.
Os seus habitats naturais são: florestas secas tropicais ou subtropicais e florestas subtropicais ou tropicais húmidas de baixa altitude. Está ameaçada por perda de habitat.